# 하퍼스 아일랜드
하퍼스 아일랜드(Harper's Island)는 2009년 방송된 미국의 텔레비전 드라마이다.